# Rajd Australii 2004

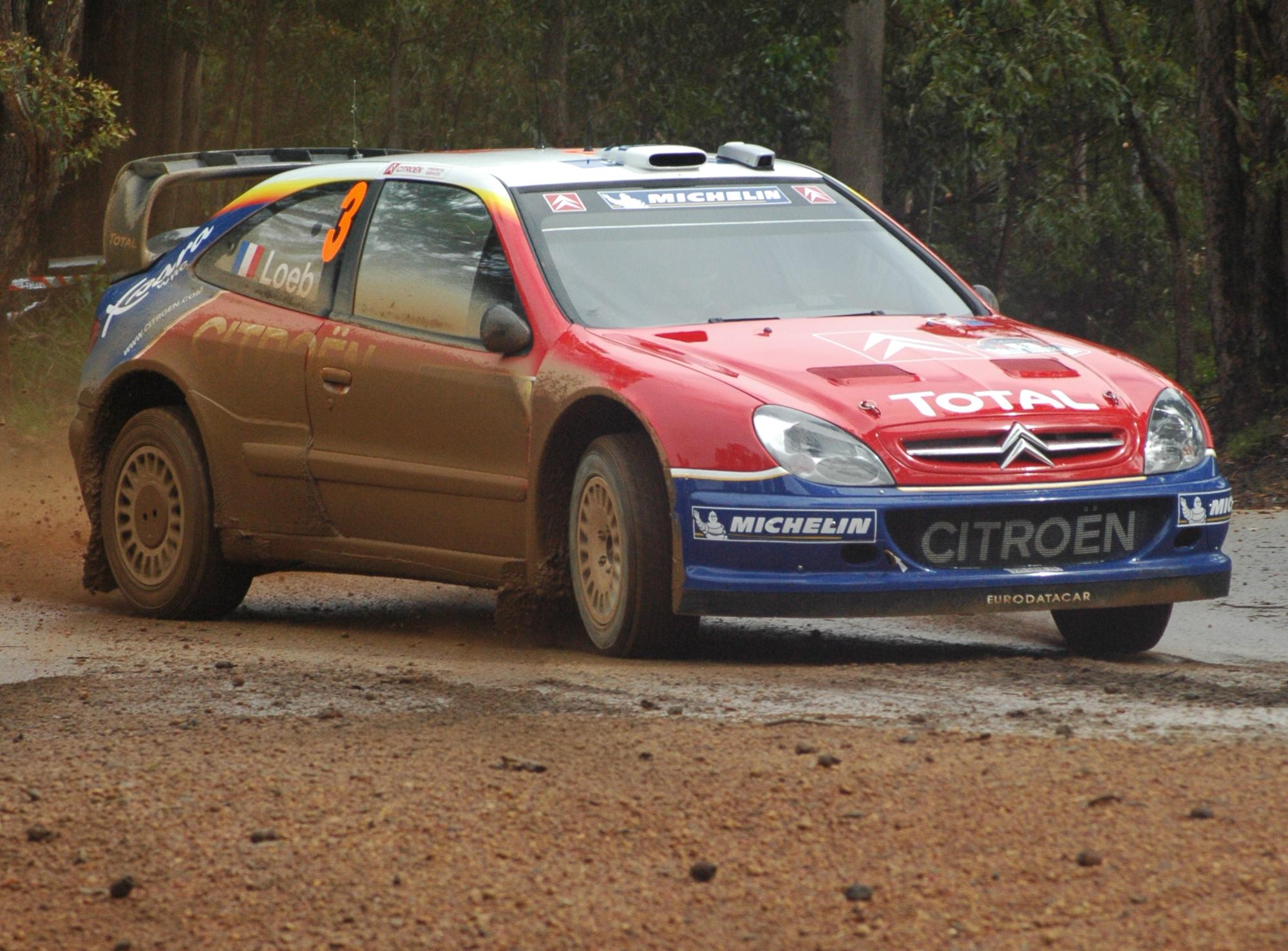
Sébastien Loeb podczas rajdu

Rezultaty Rajdu Australii (17th Telstra Rally Australia), eliminacji Rajdowych Mistrzostw Świata w 2004 roku, który odbył się w dniach 11-14 listopada. Była to szesnasta runda czempionatu w tamtym roku i jedenasta szutrowa oraz siódma w Production Cars WRC. Bazą rajdu było miasto Perth. Zwycięzcami rajdu została francusko-monakijska załoga Sébastien Loeb i Daniel Élena w Citroënie Xsarze WRC. Wyprzedzili oni Finów Harriego Rovanperę i Risto Pietiläinena w Peugeocie 307 WRC oraz Belgów François Duvala i Stéphane’a Prévota w Fordzie Focusie WRC. Z kolei zwycięzcami Production Cars WRC zostali Hiszpanie Xavier Pons i Oriol Julià w Mitsubishi Lancerze Evo 8.
Rajdu nie ukończyło trzech kierowców fabrycznych. Fin Marcus Grönholm jadący Peugeotem 307 WRC nie ukończył rajdu na 10. oesie z powodu wypadku. Natomiast Estończyk Markko Märtin w Fordzie Focusie WRC odpadł z rywalizacji na 1. oesie na skutek awarii silnika. Z kolei mistrz świata Petter Solberg w Subaru Imprezie WRC uległ wypadkowi na 4. oesie i odpadł z rajdu.

## Klasyfikacja ostateczna (punktujący zawodnicy)
| Miejsce  | Zawodnik         | Pilot             | Samochód                | Czas      | Strata   | Grupa | Punkty |
| WRC      | WRC              | WRC               | WRC                     | WRC       | WRC      | WRC   | WRC    |
| -------- | ---------------- | ----------------- | ----------------------- | --------- | -------- | ----- | ------ |
| 1.       | Sébastien Loeb   | Daniel Élena      | Citroën Xsara WRC       | 3:39:46.8 |          | A8 M  | 10     |
| 2.       | Harri Rovanperä  | Risto Pietiläinen | Peugeot 307 WRC         | 3:41:41.9 | +1:55.1  | A8 M  | 8      |
| 3.       | François Duval   | Stéphane Prévot   | Ford Focus WRC          | 3:43:27.0 | +3:40.2  | A8 M  | 6      |
| 4.       | Mikko Hirvonen   | Jarmo Lehtinen    | Subaru Impreza WRC      | 3:45:47.2 | +6:00.4  | A8 M  | 5      |
| 5.       | Chris Atkinson   | Glenn MacNeall    | Subaru Impreza WRX STi  | 3:56:42.4 | +16:55.6 | N4    | 4      |
| 6.       | Xavier Pons      | Oriol Julià       | Mitsubishi Lancer Evo 8 | 3:57:22.9 | +17:36.1 | N4    | 3      |
| 7.       | Cody Crocker     | Greg Foletta      | Subaru Impreza WRX STi  | 3:57:30.1 | +17:43.3 | N4    | 2      |
| 8.       | Toshihiro Arai   | Tony Sircombe     | Subaru Impreza WRX STi  | 3:59:19.1 | +19:32.3 | N4    | 1      |
| PCWRC    |                  |                   |                         |           |          |       |        |
| 1. (6.)  | Xavier Pons      | Oriol Julià       | Mitsubishi Lancer Evo 8 | 3:57:22.9 |          | N4    | 10     |
| 2. (8.)  | Toshihiro Arai   | Tony Sircombe     | Subaru Impreza WRX STi  | 3:59:19.1 | +1:56.2  | N4    | 8      |
| 3. (9.)  | Niall McShea     | Michael Orr       | Subaru Impreza WRX STi  | 3:59:42.5 | +2:19.6  | N4    | 6      |
| 4. (12.) | Fumio Nutahara   | Satoshi Hayashi   | Mitsubishi Lancer Evo 8 | 4:06:17.8 | +8:54.9  | N4    | 5      |
| 5. (13.) | Nasir al-Atijja  | Chris Patterson   | Subaru Impreza WRX STi  | 4:09:49.3 | +12:26.4 | N4    | 4      |
| 6. (16.) | Sebastian Vollak | Michael Kölbach   | Mitsubishi Lancer Evo 6 | 4:16:37.2 | +19:14.3 | N4    | 3      |
| 7. (19.) | Fabio Frisiero   | Giovanni Agnese   | Subaru Impreza WRX STi  | 4:22:17.0 | +24:54.1 | N4    | 2      |

1. ↑  Litera M przy oznaczeniu grupy do której należy samochód oznacza, iż tylko ci kierowcy zdobywali punkty dla swoich zespołów liczonych w klasyfikacji producentów na koniec sezonu.

## Zwycięzcy odcinków specjalnych
| Dzień      | Odcinek | G. rozp. | Nazwa                 | Długość  | Zwycięzca       | Czas    | Lider rajdu     |
| ---------- | ------- | -------- | --------------------- | -------- | --------------- | ------- | --------------- |
| 1 (11 LIS) | SS1     | 18:38    | Perth City Super I    | 2,35 km  | Marcus Grönholm | 1:32.9  | Marcus Grönholm |
| 2 (12 LIS) | SS2     | 09:31    | Stirling West         | 15,89 km | Marcus Grönholm | 9:14.5  | Marcus Grönholm |
| 2 (12 LIS) | SS3     | 10:04    | Stirling Long         | 34,99 km | Marcus Grönholm | 19:51.2 | Marcus Grönholm |
| 2 (12 LIS) | SS4     | 11:37    | Murray North          | 15,92 km | Sébastien Loeb  | 8:56.9  | Marcus Grönholm |
| 2 (12 LIS) | SS5     | 12:07    | Murray South          | 19,08 km | Sébastien Loeb  | 10:48.2 | Marcus Grönholm |
| 2 (12 LIS) | SS6     | 16:03    | Beraking 1            | 23,03 km | Marcus Grönholm | 13:03.5 | Marcus Grönholm |
| 2 (12 LIS) | SS7     | 16:46    | Helena South 1        | 17,31 km | Marcus Grönholm | 9:06.4  | Marcus Grönholm |
| 2 (12 LIS) | SS8     | 19:45    | Perth City Super 2    | 2,35 km  | Petter Solberg  | 1:32.9  | Marcus Grönholm |
| 2 (12 LIS) | SS9     | 19:54    | Perth City Super 3    | 2,35 km  | Petter Solberg  | 1:32.4  | Marcus Grönholm |
| 3 (13 LIS) | SS10    | 09:46    | Beraking 2            | 23,03 km | Sébastien Loeb  | 12:40.9 | Sébastien Loeb  |
| 3 (13 LIS) | SS11    | 10:29    | Helena East 1         | 22,29 km | Petter Solberg  | 13:17.2 | Sébastien Loeb  |
| 3 (13 LIS) | SS12    | 11:04    | Atkins 1              | 4,42 km  | Petter Solberg  | 3:03.1  | Sébastien Loeb  |
| 3 (13 LIS) | SS13    | 11:43    | Helena West 1         | 15,44 km | Petter Solberg  | 8:52.2  | Sébastien Loeb  |
| 3 (13 LIS) | SS14    | 12:11    | Helena South 2        | 17,31 km | Sébastien Loeb  | 8:59.0  | Sébastien Loeb  |
| 3 (13 LIS) | SS15    | 15:34    | Flynns 1              | 20,10 km | Sébastien Loeb  | 11:59.8 | Sébastien Loeb  |
| 3 (13 LIS) | SS16    | 16:13    | Helena West 2         | 15,44 km | Petter Solberg  | 8:37.0  | Sébastien Loeb  |
| 3 (13 LIS) | SS17    | 16:48    | Atkins 2              | 4,42 km  | Sébastien Loeb  | 3:01.2  | Sébastien Loeb  |
| 3 (13 LIS) | SS18    | 19:45    | Perth City Super 4    | 2,35 km  | Harri Rovanperä | 1:33.1  | Sébastien Loeb  |
| 3 (13 LIS) | SS19    | 19:54    | Perth City Super 5    | 2,35 km  | Harri Rovanperä | 1:33.2  | Sébastien Loeb  |
| 4 (14 LIS) | SS20    | 07:00    | Flynns 2              | 20,10 km | Sébastien Loeb  | 11:37.5 | Sébastien Loeb  |
| 4 (14 LIS) | SS21    | 07:33    | Helena East 2         | 22,29 km | Sébastien Loeb  | 12:48.5 | Sébastien Loeb  |
| 4 (14 LIS) | SS22    | 11:01    | Bannister North Short | 13,86 km | Petter Solberg  | 7:15.7  | Sébastien Loeb  |
| 4 (14 LIS) | SS23    | 11:29    | Bannister Central 1   | 17,97 km | Petter Solberg  | 9:20.3  | Sébastien Loeb  |
| 4 (14 LIS) | SS24    | 12:42    | Bannister North Long  | 35,64 km | Petter Solberg  | 18:39.6 | Sébastien Loeb  |
| 4 (14 LIS) | SS25    | 13:30    | Bannister Central 2   | 17,97 km | Petter Solberg  | 9:12.7  | Sébastien Loeb  |

## Klasyfikacja końcowa sezonu 2004
Tabele przedstawiają tylko pięć pierwszych miejsc.

### Kierowcy
| Lp. | Kierowca        | Pkt |
| --- | --------------- | --- |
| 1   | Sébastien Loeb  | 118 |
| 2   | Petter Solberg  | 82  |
| 3   | Markko Märtin   | 79  |
| 4   | Carlos Sainz    | 73  |
| 5   | Marcus Grönholm | 62  |

### Producenci
| Lp. | Producent                   | Pkt |
| --- | --------------------------- | --- |
| 1   | Citroën Total               | 194 |
| 2   | Ford Motor Co Ltd.          | 143 |
| 3   | 555 Subaru World Rally Team | 122 |
| 4   | Malboro Peugeot Total       | 101 |
| 5   | Mitsubishi Motors           | 17  |